# Distribució de von Mises-Fisher
En l'estadística direccional, la distribució de von Mises-Fisher (anomenada després de Richard von Mises i Ronald Fisher), és una distribució de probabilitat en el {\displaystyle (p-1)} - esfera dins {\displaystyle \mathbb {R} ^{p}} . Si {\displaystyle p=2} la distribució es redueix a la distribució de von Mises sobre el cercle.

## Definició
La funció de densitat de probabilitat de la distribució de von Mises–Fisher per al vector unitari aleatori p -dimensional {\displaystyle \mathbf {x} } ve donada per:
{\displaystyle f_{p}(\mathbf {x} ;{\boldsymbol {\mu }},\kappa )=C_{p}(\kappa )\exp \left({\kappa {\boldsymbol {\mu }}^{\mathsf {T}}\mathbf {x} }\right),}
on {\displaystyle \kappa \geq 0,\left\Vert {\boldsymbol {\mu }}\right\Vert =1} i la constant de normalització {\displaystyle C_{p}(\kappa )} és igual a
{\displaystyle C_{p}(\kappa )={\frac {\kappa ^{p/2-1}}{(2\pi )^{p/2}I_{p/2-1}(\kappa )}},}
on {\displaystyle I_{v}} denota la funció de Bessel modificada del primer tipus a l'ordre {\displaystyle v} . Si {\displaystyle p=3}, la constant de normalització es redueix a
{\displaystyle C_{3}(\kappa )={\frac {\kappa }{4\pi \sinh \kappa }}={\frac {\kappa }{2\pi (e^{\kappa }-e^{-\kappa })}}.}
Els paràmetres {\displaystyle {\boldsymbol {\mu }}} i {\displaystyle \kappa } s'anomenen paràmetres de direcció mitjana i concentració, respectivament. Com més gran sigui el valor de {\displaystyle \kappa }, com més gran és la concentració de la distribució al voltant de la direcció mitjana {\displaystyle {\boldsymbol {\mu }}} . La distribució és unimodal per {\displaystyle \kappa >0}, i és uniforme a l'esfera per {\displaystyle \kappa =0}.
La distribució de von Mises-Fisher per {\displaystyle p=3} també s'anomena distribució de Fisher. Es va utilitzar per primera vegada per modelar la interacció dels dipols elèctrics en un camp elèctric. Altres aplicacions es troben en geologia, bioinformàtica i mineria de textos.